# Asia Pacific Poker Tour Saison 8
Résultats et tournois de la saison 8 de l'Asia Pacific Poker Tour (APPT).

## Résultats et tournois

### APPT 8 Macau Poker Cup Red Dragon
- Lieu :City of Dreams,  Macao[1]
- Prix d'entrée : 11 000 HKD[1]
- Date : 16 janvier 2014[1]
- Nombre de joueurs :  995
- Prize Pool : 9 651 500 HKD
- Nombre de places payées :  117

| Place | Nom              | Prix          |
| ----- | ---------------- | ------------- |
| 1er   | Buyanjargal Bold | 1 492 000 HKD |
| 2e    | Percy Yung       | 1 159 000 HKD |
| 3e    | Victor Teng      | 1 498 000 HKD |
| 4e    | Richard Hu       | 597 000 HKD   |
| 5e    | Akash Malik      | 430 000 HKD   |
| 6e    | Fei Xie          | 334 000 HKD   |
| 7e    | Xiao Lin         | 263 000 HKD   |
| 8e    | Terry Fan        | 191 000 HKD   |
| 9e    | Jian Liu         | 143 000 HKD   |

### APPT 8 Aussie Millions
- Lieu : Crown Casino, Melbourne,  Australie[2]
- Prix d'entrée : 10 600 AUD[2]
- Date : Du 2 au 9 février 2014[2]
- Nombre de joueurs : 668
- Prize Pool : 6 680 000 AUD
- Nombre de places payées : 72

| Place | Nom               | Prix          |
| ----- | ----------------- | ------------- |
| 1er   | Amichai Barer     | 1 600 000 AUD |
| 2e    | Sorel Mizzi       | 1 000 000 AUD |
| 3e    | Jacob Balsiger    | 650 000 AUD   |
| 4e    | Darren Rabinowitz | 450 000 AUD   |
| 5e    | Vincent Rubianes  | 335 000 AUD   |
| 6e    | Andrew Phaedonos  | 250 000 AUD   |
| 7e    | Scott Seiver      | 170 000 AUD   |

### APPT 8 Asia Championship of Poker Platinum Series
- Lieu : City of Dreams,  Macao[3]
- Prix d'entrée : 5 500 HKD[3]
- Date : 22 et 23 février 2014[3]
- Nombre de joueurs :  301
- Prize Pool : 1 357 660 HKD
- Nombre de places payées :  38

| Place | Nom             | Prix        |
| ----- | --------------- | ----------- |
| 1er   | Yongju Ma       | 305 500 HKD |
| 2e    | Yin Jixue       | 210 400 HKD |
| 3e    | Chunsan Fan     | 124 900 HKD |
| 4e    | Pete Chen       | 98 400 HKD  |
| 5e    | Yun Jiang       | 78 100 HKD  |
| 6e    | Saehoon Lee     | 64 500 HKD  |
| 7e    | Anders Pedersen | 50 900 HKD  |
| 8e    | Katsuhiro Muto  | 37 300 HKD  |
| 9e    | Paulo No        | 30 500 HKD  |

### APPT 8 Perth
- Lieu : Crown Casino, Perth,  Australie[4]
- Prix d'entrée : 2 200 AUD[4]
- Date : Du 26 février au 2 mars 2014[4]
- Nombre de joueurs :  256
- Prize Pool : 512 000 AUD
- Nombre de places payées :  27

| Place | Nom               | Prix        |
| ----- | ----------------- | ----------- |
| 1er   | Patrick Mahoney   | 120 000 AUD |
| 2e    | Dean Blatt        | 86 100 AUD  |
| 3e    | Scott Davies      | 57 400 AUD  |
| 4e    | Brian McAllister  | 37 100 AUD  |
| 5e    | Salvatore Fazzino | 30 700 AUD  |
| 6e    | Matthew Rolfe     | 25 600 AUD  |
| 7e    | Paul Murray       | 20 500 AUD  |
| 8e    | Vesko Zmukic      | 16 400 AUD  |
| 9e    | Justin Walch      | 12 300 AUD  |

### APPT 8 Macau Millions
- Lieu : City of Dreams,  Macao[5]
- Prix d'entrée : 2 200 HKD[5]
- Date : Du 7 au 15 mars 2014[5]
- Nombre de joueurs :  1 804
- Prize Pool : 3 499 760 HKD
- Nombre de places payées :  121

| Place | Nom                      | Prix        |
| ----- | ------------------------ | ----------- |
| 1er   | Chen Hao                 | 550 000 HKD |
| 2e    | Sheng Chang              | 400 000 HKD |
| 3e    | Kenneth Leong Yuen Kiong | 270 000 HKD |
| 4e    | Chia Tsui                | 190 000 HKD |
| 5e    | Ping Fung                | 135 000 HKD |
| 6e    | Louis Chul Woo Jung      | 105 000 HKD |
| 7e    | Lester Pinto             | 85 000 HKD  |
| 8e    | Thomas Tsang             | 70 000 HKD  |
| 9e    | Hongbing Li              | 56 000 HKD  |

### APPT 8 Sydney
- Lieu : The Star Casino, Sydney,  Australie[6]
- Prix d'entrée : 2 200 AUD[6]
- Date : Du 20 au 24 mars 2014[6]
- Nombre de joueurs :  458
- Prize Pool : 916 000 AUD
- Nombre de places payées :  54

| Place | Nom              | Prix        |
| ----- | ---------------- | ----------- |
| 1er   | Joshua Redhouse  | 123 500 AUD |
| 2e    | Peco Stojanovski | 162 500 AUD |
| 3e    | Yibo Zhou        | 120 000 AUD |
| 4e    | Jazz Mathers     | 105 000 AUD |
| 5e    | Rory Young       | 48 300 AUD  |
| 6e    | Oliver Grill     | 39 100 AUD  |
| 7e    | Nathan Sawyers   | 29 900 AUD  |
| 8e    | Milan Gurung     | 23 460 AUD  |
| 9e    | Brent Taunton    | 17 480 AUD  |

### APPT 8 Séoul
- Lieu : Paradise Walker-Hill Casino, Séoul,  Corée du Sud[7]
- Prix d'entrée : 3 000 000 KRW[7]
- Date : Du 3 au 6 avril 2014[7]
- Nombre de joueurs :  256
- Prize Pool : 685 363 200 KRW
- Nombre de places payées :  28

| Place | Nom                     | Prix            |
| ----- | ----------------------- | --------------- |
| 1er   | Chane Kampanatsanyakorn | 150 000 000 KRW |
| 2e    | Christian Haggart       | 130 000 000 KRW |
| 3e    | Samantha Cohen          | 86 610 000 KRW  |
| 4e    | Shinya Umano            | 49 690 000 KRW  |
| 5e    | Winfred Yu              | 41 120 000 KRW  |
| 6e    | John Marshall           | 32 550 000 KRW  |
| 7e    | Keiichiro Sugimoto      | 25 700 000 KRW  |
| 8e    | Makoto Yoshimichi       | 20 560 000 KRW  |
| 9e    | Kosaku Akashi           | 15 433 200 KRW  |

### APPT 8 Macao
- Lieu : City of Dreams,  Macao[8]
- Prix d'entrée : 25 000 HKD[8]
- Date : Du 21 au 25 mai 2014[8]
- Nombre de joueurs :  494
- Prize Pool : 11 021 140 HKD
- Nombre de places payées :  60

| Place | Nom               | Prix          |
| ----- | ----------------- | ------------- |
| 1er   | Jiajun Liu        | 2 776 000 HKD |
| 2e    | Cyril André       | 1 693 000 HKD |
| 3e    | Bill Argyros      | 940 000 HKD   |
| 4e    | Thomas McGarrity  | 737 000 HKD   |
| 5e    | Pete Chen         | 575 000 HKD   |
| 6e    | Carlos Chang      | 464 000 HKD   |
| 7e    | Jean-Marie Peyron | 355 000 HKD   |
| 8e    | Yat Cheng         | 273 000 HKD   |
| 9e    | Sailesh Verma     | 198 140 HKD   |

### APPT 8 Manille
- Lieu : Metro Card Club, Pasig,  Philippines[9]
- Prix d'entrée : 50 000 PHP[9]
- Date : Du 4 au 7 juillet 2014[9]
- Nombre de joueurs :  260
- Prize Pool : 11 349 000 PHP
- Nombre de places payées :  28

| Place | Nom              | Prix          |
| ----- | ---------------- | ------------- |
| 1er   | Thanh Duong      | 3 472 000 PHP |
| 2e    | Michael Guzzardi | 1 833 000 PHP |
| 3e    | Bernardo Angeles | 1 024 000 PHP |
| 4e    | Daniel Giang     | 782 000 PHP   |
| 5e    | Sameer Rattonsey | 647 000 PHP   |
| 6e    | Mike Takayama    | 512 000 PHP   |
| 7e    | Andreas Rauh     | 405 000 PHP   |
| 8e    | Maria Lina       | 324 000 PHP   |
| 9e    | Rajeev Kanjani   | 242 000 PHP   |

### APPT 8 Macau Poker Cup
- Lieu : City of Dreams,  Macao[10]
- Prix d'entrée : 11 000 HKD[10]
- Date : Du 8 au 13 août 2014[10]
- Nombre de joueurs :  808
- Prize Pool : 7 837 600 HKD
- Nombre de places payées :  109

| Place | Nom              | Prix          |
| ----- | ---------------- | ------------- |
| 1er   | Xie Zhenru       | 1 667 000 HKD |
| 2e    | Mathew Ryan      | 1 100 000 HKD |
| 3e    | Takuya Yamashita | 658 000 HKD   |
| 4e    | Pete Chen        | 491 000 HKD   |
| 5e    | Hu Liu           | 350 000 HKD   |
| 6e    | Wang Chen        | 290 000 HKD   |
| 7e    | John Hoang       | 232 000 HKD   |
| 8e    | En Zhang         | 175 000 HKD   |
| 9e    | Wai Chan         | 135 600 HKD   |

### APPT 8 Asia Championship of Poker
- Lieu : City of Dreams,  Macao[11]
- Prix d'entrée : 100 000 HKD[11]
- Date : 4 novembre 2014[11]
- Nombre de joueurs :  291
- Prize Pool : 27 092 100 HKD
- Nombre de places payées :  31

| Place | Nom                   | Prix          |
| ----- | --------------------- | ------------- |
| 1er   | Gabriel Le Jossec     | 6 300 000 HKD |
| 2e    | Sunny Jung            | 4 250 000 HKD |
| 3e    | Zuo Wang              | 2 565 000 HKD |
| 4e    | Amichai Barer         | 2 025 000 HKD |
| 5e    | Vladimir Troyanovskiy | 1 620 000 HKD |
| 6e    | Konstantin Pogodin    | 1 350 000 HKD |
| 7e    | Joseph Cheong         | 1 080 000 HKD |
| 8e    | Raiden Kan            | 813 100 HKD   |
| 9e    | Tore Lukashaugen      | 675 000 HKD   |

### APPT 8 Auckland
- Lieu : Skycity Casino, Auckland,  Nouvelle-Zélande[12]
- Prix d'entrée : 2 500 NZD[12]
- Date : Du 19 au 23 novembre 2014[12]
- Nombre de joueurs :  225
- Prize Pool : 506 250 NZD
- Nombre de places payées :  24

| Place | Nom              | Prix        |
| ----- | ---------------- | ----------- |
| 1er   | Minh Hau Nguyen  | 111 600 NZD |
| 2e    | Thomas Ward      | 104 000 NZD |
| 3e    | William Rogers   | 47 100 NZD  |
| 4e    | Jesse McKenzie   | 38 000 NZD  |
| 5e    | Sam Williams     | 31 500 NZD  |
| 6e    | Michael Guzzardi | 26 500 NZD  |
| 7e    | Dean Blatt       | 21 500 NZD  |
| 8e    | Ben Rendall      | 16 500 NZD  |
| 9e    | Stephen Thompson | 12 500 NZD  |